# La Fille du puisatier (film 2011)
La Fille du puisatier è un film del 2011 scritto, diretto e interpretato da Daniel Auteuil, al suo esordio alla regia.
È un remake del film del 1940 Patrizia di Marcel Pagnol.